# جيم كامب
جيم كامب (بالإنجليزية: Jim Kamp)‏ هو لاعب كرة قدم أمريكية أمريكي، ولد في 5 ديسمبر 1907 في إلرينو في الولايات المتحدة، وتوفي في 4 يوليو 1953.

## وصلات خارجية
- جيم كامب على موقع مرجع كرة القدم المحترفة.كوم (الإنجليزية)